# Артропластика

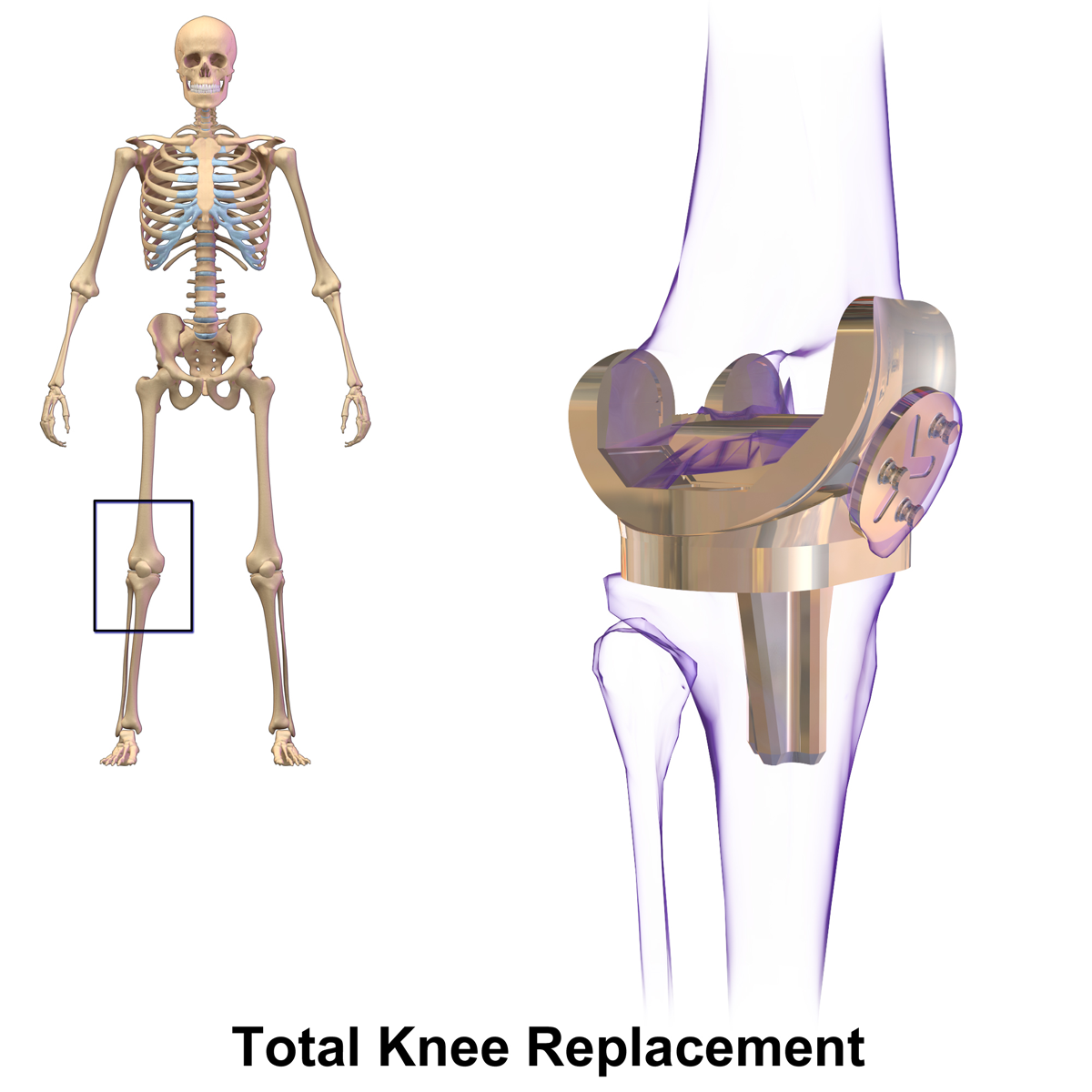
Эндопротезирование (артропластика) коленного сустава

Артропластика (от греч. árthron — сустав и plastike — ваяние, пластика) — методы оперативного лечения патологии суставов, целью которых является восстановление функции.
При артропластике разъединении суставных концов, моделировании новых суставных поверхностей и помещении между ними прокладки из тканей больного (кожа, фасция). Используются также хрящевые колпачки и колпачки из оболочек плода (амниона).
Для предотвращения сращения суставных поверхностей костей после операции между ними оставляется большой зазор (щелевая артропластика (gap arthroplasty)) или вставляется пластинка из искусственного материала (интерпозиционная артропластика (interposition arthroplasty)); кроме того, один или оба костных конца могут быть заменены протезом из металла или пластмассы (заместительная артропластика, то есть эндопротезирование суставов).
После операции необходимо функциональное лечение: лечебная гимнастика, физиотерапия, массаж.
Противопоказаниями для данной операции являются воспаления в данном суставе, свищи, анатомические изменения в мышцах, укорочение конечности (более 3 см).

## Ссылка
- Артропластика // Энциклопедический словарь Брокгауза и Ефрона : в 86 т. (82 т. и 4 доп.). — СПб., 1890—1907.
- Артропластика — статья из Большой советской энциклопедии.